# Governo Schleicher
Il governo Schleicher è stato un governo della Germania. Operò nella Repubblica di Weimar, succedendo al governo Papen, dal 3 dicembre 1932 al 30 gennaio 1933; esso fu retto dall'ex generale Kurt von Schleicher, che intendeva ripristinare la monarchia degli Hohenzollern in Germania, proposito fallito.
Alla caduta di Von Scheicher, successe il governo Hitler.
Il governo Schleischer era composto completamente da conservatori e monarchici, molti dei quali lasciarono la politica alla morte di von Schleicher, mentre altri, come Kostantin von Neurath e Franz Gürter, avrebbero fatto parte del governo Hitler.

## Composizione
| Ministero              | Nome | Nome                           | Partito      |
| ---------------------- | ---- | ------------------------------ | ------------ |
| Cancelliere            |      | Kurt von Schleicher            | Indipendente |
| Affari esteri          |      | Konstantin von Neurath         | Indipendente |
| Interni                |      | Franz Bracht                   | Indipendente |
| Economia e agricoltura |      | Hermann Warmbold               | Indipendente |
| Economia e agricoltura |      | Friedrich Syrup                | Indipendente |
| Finanze                |      | Lutz Graf Schwerin von Krosigk | Indipendente |
| Giustizia              |      | Franz Gürtner                  | DNVP         |
| Difesa                 |      | Ferdinand von Bredow           | Indipendente |
| Difesa                 |      | Kurt von Schleicher            | Indipendente |
| Poste e lavoro         |      | Paul von Eltz-Rübenach         | Indipendente |
| Poste e lavoro         |      | Edgar Jung                     | Indipendente |
| Senza portafoglio      |      | Johannes Popitz                | Indipendente |
| Senza portafoglio      |      | Herbert von Bose               | Indipendente |